# Elecciones estatales de Schleswig-Holstein de 1947
Las elecciones estatales en Schleswig-Holstein de 1947 fueron la primera elección libre al Landtag de Schleswig-Holstein y tuvieron lugar el 20 de abril de 1947. El SPD fue el vencedor claro y pudo formar un gobierno mayoritario.

## Resultados
| Partido | Partido        | Votos   | %    | Mand. directos | Escaños |
| ------- | -------------- | ------- | ---- | -------------- | ------- |
|         | SPD            | 469.994 | 43,8 | 34             | 43      |
|         | CDU            | 365.534 | 34,0 | 6              | 21      |
|         | SSF            | 99.500  | 9,3  | 2              | 6       |
|         | FDP            | 53.359  | 5,0* |                |         |
|         | KPD            | 50.398  | 4,7  |                |         |
|         | DKP            | 32.848  | 3,1  |                |         |
|         | Zentrum        | 1.082   | 0,1  |                |         |
|         | Independientes | 489     | 0,0  |                |         |

* El FDP obtuvo un 4.97%, razón por la cual no pudo entrar en el Parlamento.
De los 1.594.794 votantes registrados en total, 1,073,204 votos fueron emitidos con una participación del 69,8%.
El SPD fue capaz de formar un gobierno por sí solo debido a la mayoría absoluta en el Parlamento. El primer ministro fue Hermann Lüdemann.